# Introductio in analysin infinitorum

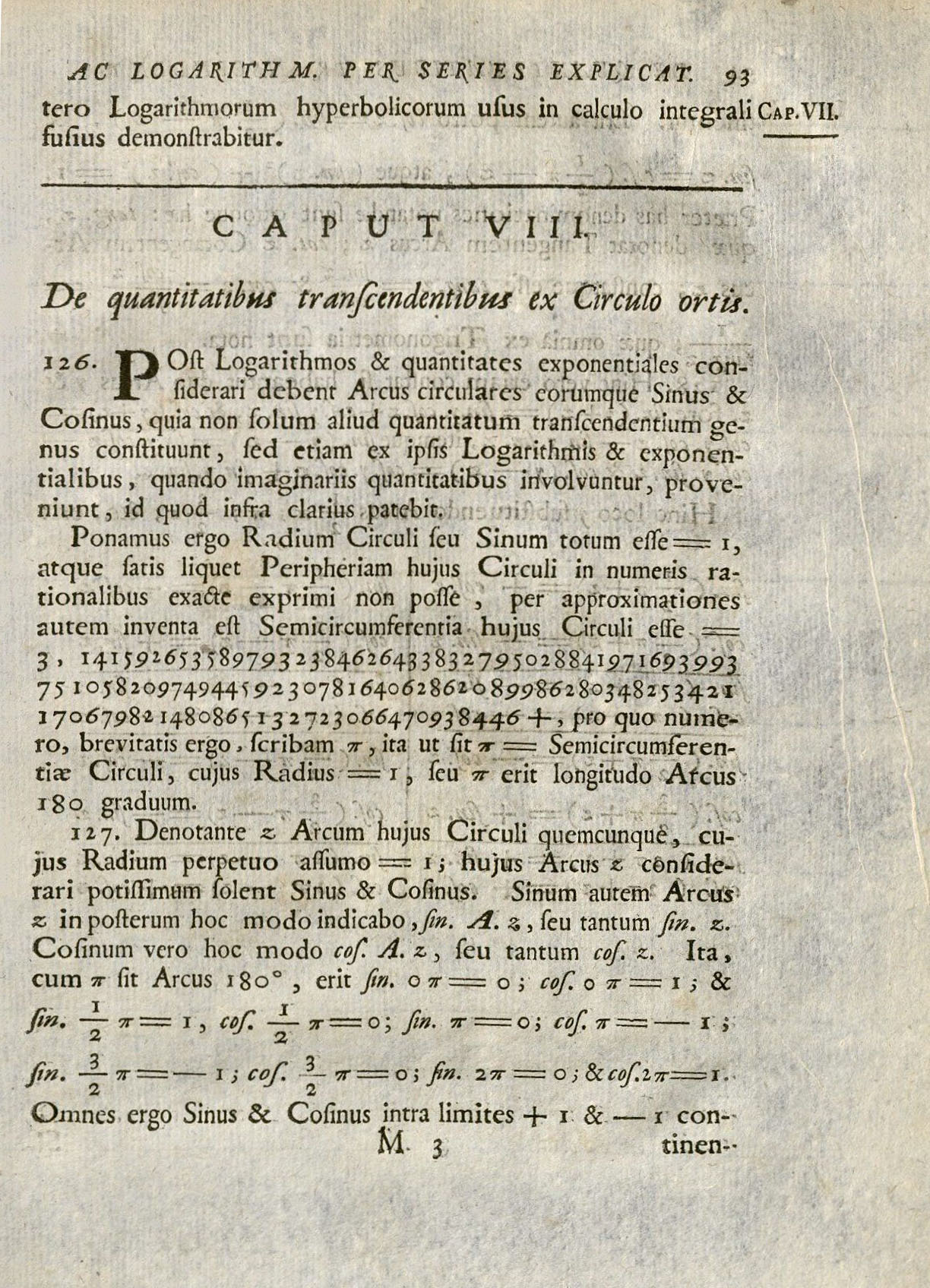
Introductio in analysin infinitorum, 1748

Introductio in analysin infinitorum (Een introductie tot de analyse van het oneindige) is een tweedelig werk van Leonhard Euler, waarin de grondslagen voor de wiskundige analyse worden gelegd. Gepubliceerd in 1748, bevat de Introductio 18 hoofdstukken in het eerste deel en 22 hoofdstukken in het tweede deel.
In een lezing in 1950 op het Internationaal Wiskundecongres vergeleek Carl Boyer de invloed van Eulers Introductio met Euclides' Elementen. Hij noemde de Elementen het voornaamste leerboek uit de oudheid, en de Introductio "Het voornaamste tekstboek uit de moderne tijden'.

## Voetnoten
1. ↑  Carl Boyer (April 1951). The Foremost Textbook of Modern Times. American Mathematical Monthly 58 (4): 223-226.